# Filippo Franzoni
Filippo Franzoni (Locarno, 8 ottobre 1857 – Mendrisio, 17 marzo 1911) è stato un pittore e fotografo svizzero.

## Biografia
Nato a Locarno in una famiglia benestante, il padre Giuseppe è avvocato mentre la madre Emilia Cesarini-Sforza è di sangue nobile, viene educato a Milano dove dal 1876 frequenta l'Accademia di Belle Arti di Brera come allievo di Giuseppe Bertini e Luigi Bisi.
In questo periodo conosce gli artisti della Scapigliatura lombarda e, tra il 1886 e il 1887, lavora in uno studio sulle Isole di Brissago, nella cosmopolita e vivace cerchia intellettuale nata attorno alla baronessa russa Antoinette de Saint Léger, frequentata da numerosi artisti quali Paolo Troubetzkoy, Gaetano Previati e l'importante divisionista e mercante d'arte Vittore Grubicy.
Nel 1889 soggiorna a Parigi, dove viene a contatto con l'ambiente impressionista e a Monaco di Baviera; partecipa, intanto, a importanti rassegne artistiche come la Promotrice di Torino, la Permanente di Milano, l'Esposizione svizzera di Belle Arti e l'Esposizione di Parigi (1900), dove viene premiato con una medaglia di bronzo.
Con il fratello Guglielmo, partecipa attivamente alla Rivoluzione del 1890,  colpo di Stato messo in atto da esponenti e militanti liberali ticinesi ai danni del governo conservatore, che decade.
Nel 1893 rientra a Locarno, dove frequenta intellettuali come il talentuoso pianista svizzero Otto Hegner (1876-1907), lo scrittore Angelo Nessi e i pittori Albert Welti e Ferdinand Hodler.
Collabora alla realizzazione di decorazioni per il nuovo Teatro Kursaal di Locarno, inaugurato nel 1904 con Pagliacci, opera dell'amico Ruggero Leoncavallo e dove Franzoni suona il violoncello; nello stesso anno, diviene presidente della sezione ticinese della Società svizzera dei pittori, scultori, architetti (dal 2001 nota come Visarte).
Agli inizi del XX secolo frequenta la comunità naturistica del Monte Verità, appoggiando il Vegetarianismo e nel 1904 perde momentaneamente la vista.
Dopo alcuni anni di precario equilibrio mentale, il 1909 viene ricoverato nel manicomio di Casvegno; in questo frangente, alcuni trafficanti d'arte si appropriano di centinaia di opere, schizzi e documenti appartenenti all'artista.
Muore nel 1911.
Presso i Servizi culturali di Locarno, nel 1987 è stata stabilita la Fondazione Filippo Franzoni, dove sono conservate numerose opere dell'artista ticinese.

## Stile
(Virgilio Gilardoni in Filippo Franzoni 1857-1911)
Dopo gli esordi contraddistinti da una stretta vicinanza alla pittura dei maestri Antonio Fontanesi ed Emilio Gola, verso la seconda metà degli anni settanta intrattiene stretti contatti col mondo artistico lombardo-piemontese, in particolare Tranquillo Cremona, Daniele Ranzoni ed Enrico Reycend.
Al principio degli anni novanta lo stile di Franzoni muta in una stesura in  zone ampie e compatte, tecnica vicina alla pittura propria del Postimpressionismo francese.
Col tempo, i tratti divengono sempre più essenziali, sintetici, luminosi e affini prima al movimento Divisionista attivo nell'area del Verbano e, successivamente, al Secessionismo tedesco dell'amico Ferdinand Hodler
Gli ultimi dipinti del Franzoni sono contraddistinti da precisi richiami al macabro e all'occulto, pervasi da una notevole forza suggestiva.

## Opere principali
- Saleggi di Ponte Brolla (Ponte sul Remorino) (1880), olio su cartone, Museo d'Arte della Svizzera Italiana, Lugano;
- Muralto (1880-1885), olio su tela, Museo d'Arte della Svizzera Italiana, Lugano;
- Pescatori a Rivapiana (1880-1911), olio su tavola, Museo d'Arte della Svizzera Italiana, Lugano;
- Lodano, Valle Maggia, a sera (1885-1890), olio su tela, Museo d'Arte della Svizzera Italiana, Lugano;
- Il pescatore (1885-1890), olio su tela, Museo d'Arte della Svizzera Italiana, Lugano;
- Punta di Burbaglio (1886), olio su tela, Museo d'Arte della Svizzera Italiana, Lugano;
- Tombe romane a Concordia (1887), olio su tela, Fondazione Filippo Franzoni, Locarno;
- Ritratto della domestica Margherita Massera (1888), olio su tela, Pinacoteca cantonale Giovanni Züst a Rancate;
- Ritratto di Margherita Massera (1888), olio su tela, Fondazione Filippo Franzoni, Locarno;
- Isolino in autunno (1888-1891), olio su tela, Fondazione Filippo Franzoni, Locarno;
- Milano, nevicata (1890), olio su tela, Museo d'Arte della Svizzera Italiana, Lugano[10]
- La madre (1891), olio su tela, Fondazione Filippo Franzoni, Locarno;
- Balcone fiorito (1890-1892), olio su tela, Fondazione Filippo Franzoni, Locarno;
- Cimalmotto in Vallemaggia (1890-1895), olio su tela, Fondazione Filippo Franzoni, Locarno;
- Composizione di paesaggio (1895), olio su tela, Fondazione Filippo Franzoni, Locarno;
- Dopo il temporale (1898), olio su tela, Fondazione Filippo Franzoni, Locarno;
- Scena allegorica (1900 circa), tempera su carta, Fondazione Filippo Franzoni, Locarno;
- Autoritratto (1900-1905), olio su tela, Museo d'Arte della Svizzera Italiana, Lugano;
- Campo Vallemaggia (non datata), olio su tela, collezione privata.